# Massimo Barbolini

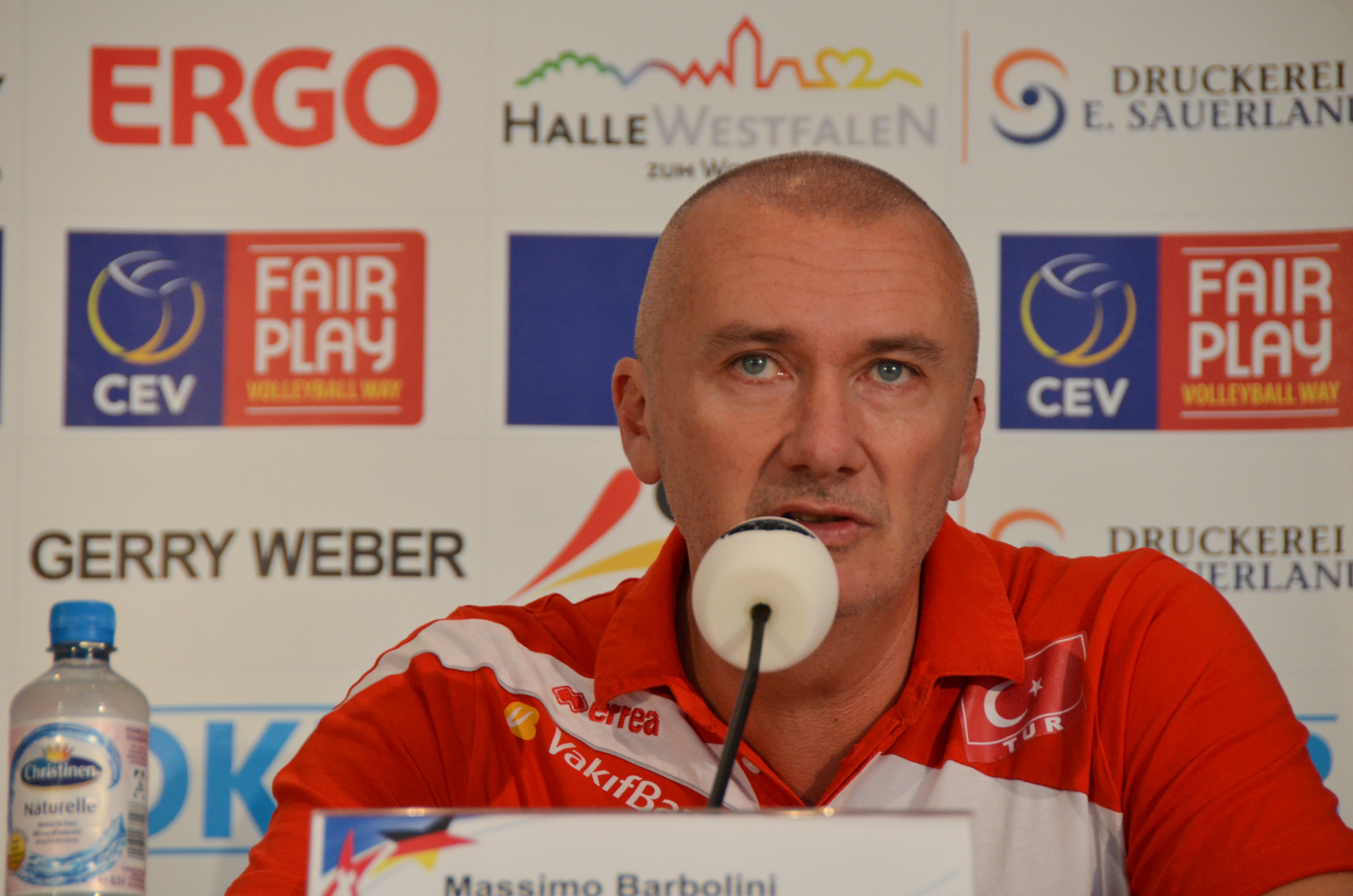
Massimo Barbolini trenerem reprezentacji Turcji

Massimo Barbolini (ur. 29 sierpnia 1964 w Modenie) – włoski trener siatkarski.
Jego córka Valentina, również jest siatkarką. Jako asystent trenera Julio Velasco w reprezentacji Włoch kobiet na Igrzyskach Olimpijskich 2024 w Paryżu zdobył złoty medal.

## Sukcesy klubowe
mężczyźni
Superpuchar Europy:
- 1990

Puchar Europy Mistrzów Klubowych:
- 1991

kobiety
Puchar Włoch:
- 1994, 1995, 1999, 2003, 2005, 2007, 2018, 2019

Liga Mistrzyń:
- 1996, 2006, 2016, 2019
- 2004
- 1994, 2017

Liga włoska:
- 1994, 1995, 2003, 2005, 2007
- 2018, 2019, 2024[5]
- 2000, 2002

Klubowe Mistrzostwa Świata:
- 2016
- 1994

Puchar CEV (1980–2007):
- 1997, 2005, 2007
- 2001, 2003

Puchar Europy Zdobywczyń Pucharów:
- 2000

Liga turecka:
- 2013

Superpuchar Włoch:
- 2015, 2017

Puchar Challenge:
- 2022[6]

Puchar CEV (2007-):
- 2023[7]

## Sukcesy reprezentacyjne
Grand Prix:
- 2006, 2007, 2008, 2010

Mistrzostwa Europy:
- 2007, 2009

Puchar Świata:
- 2007, 2011

Volley Masters Montreux:
- 2009
- 2008

Puchar Wielkich Mistrzyń:
- 2009

Igrzyska Śródziemnomorskie:
- 2009